# Петър Нефтелимов
Петър Нефтелимов е български предприемач, биотехнолог, мотивационен лектор, блогър и автор. Той е създател на биотехнологичния стартъп „Цвете в епруветка“, екологична и устойчива алтернатива на букетите с рязан цвят, която съчетава наука и предприемачество. Освен това той е основател на медията Neftelimov.com и журналист в онлайн медията Uspelite.bg, специализирана в отразяване на вдъхновяващи истории и положителни новини.

## Биография
Петър Нефтелимов е роден на 4 февруари 1996 г. в гр. Павликени. Роден е с детска церебрална парализа, която засяга двигателните му функции и говора, но това не го спира да води активен и пълноценен живот.
През 2014 г. стартира блог Neftelimov.com, който впоследствие прераства в онлайн медия за предприемачество. През 2021 г. сайтът печели второ място в категория „Медиен сайт“ в конкурса „Сайт на годината“.
През 2019 г. заедно с Цветина Петкова организира във вилна зона Зелин, Ботевград първата на Балканите предприемаческа програма на село Zero Start, събирайки млади хора с предприемачески идеи.

## Образование
Средното си образование завършва в Природо-математическа гимназия „Васил Друмев“, гр. Велико Търново в паралелка с усилено изучаване на биология и химия. През 2020 г. завършва бакалавърска степен „Биотехнологии“ в Софийския университет. През февруари 2022 г. завършва магистратура по „Биобизнес и биопредприемачество“, а през май 2023 г. завършва втора магистратура „Бизнес администрация – Управление и предприемачество“ отново в Софийски университет.

## Предприемачество
През 2020 г. основава стартиращата компания „Цвете в епруветка“, която комбинира биотехнологии и екологичен дизайн. С иновацията си Радио „Свободна Европа“ на 5 август 2022 г. избира Петър за ,,Човек на деня.
Стартъпът печели финансиране от Фондация „Америка за България“ и получава редица награди, включително първо място в категорията „Социална кампания на годината“ (2023) и награди от eCommerce Awards.
През 2025 г. „Цвете в епруветка“ е сред 90-те проекта, избрани за участие в международното изложение We Make Future в Болоня, Италия.

## Книги
През 2021 г. издава книгата „Успехът в българския ген“, включваща вдъхновяващи истории от успели българи. Книгата излиза с втори тираж през 2022 г.

## Обществена дейност
През 2018 г. участва в инициативата Euro Velo for All, където изминава 300 км с адаптирана триколка, за да насочи внимание към достъпността на туризма за хора с увреждания. Година по-късно е създаден късометражен филм за инициативата.
Бил е посланик на кампанията „Равенството значи повече“ на фондация „Сошъл Фючър“ и активно подкрепя млади хора с увреждания чрез менторство и консултации. От 2024 г. е кариерен консултант в социалното предприятие Jamba, което осигурява професионално обучение и интеграция на хора с увреждания на пазара на труда.
Също така е активен мотивационен лектор и ментор, подкрепящ млади предприемачи. Активно посещава училища, където изнася лекции за възможностите на биотехнологиите, важността на екологията и устойчивите решения.

## Награди
- 2012 – Трето място в конкурса на Samsung Trends of Tomorrow[38]
- 2018 – Приз за онлайн присъствие – „Сайт на годината“
- 2021 – Финансиране от Фондация „Америка за България“[39]
- 2022 – „30 под 30“ на Forbes България[40][41]; „40 до 40“ на Дарик радио[42][43]
- 2023 – Най-изявен млад човек на България (JCI)[44]
- 2024 – Награда за ръчно изработен продукт – eCommerce Awards
- 2025 – Отличие за иновация – Perfect Gift UK Awards[45]